# Adolf Abel

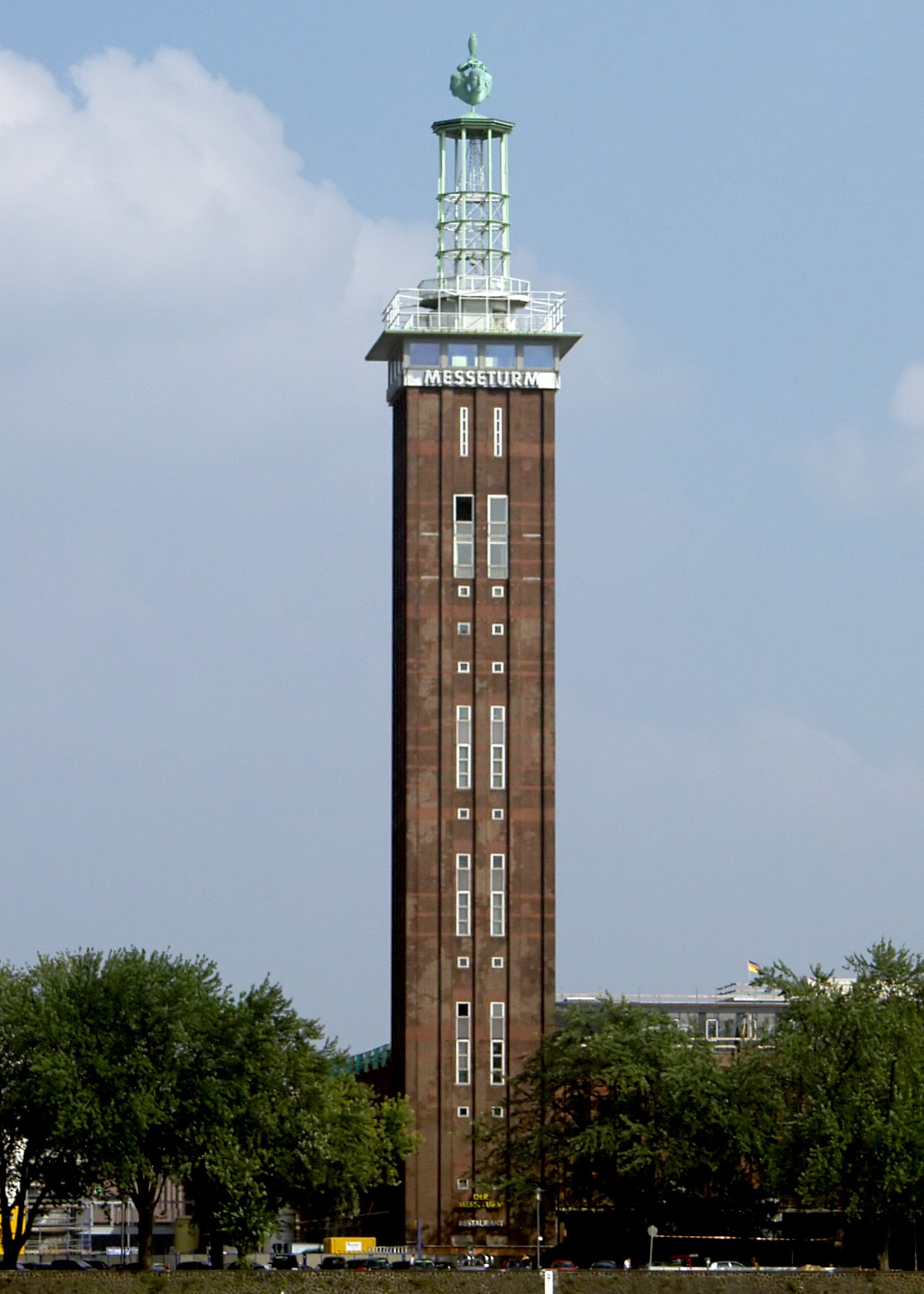
wieża na terenach targowych w Kolonii

Adolf Abel (ur. 27 listopada 1882 w Paryżu, zm. 3 listopada 1968 w Bruckbergu) – niemiecki architekt i nauczyciel akademicki.

## Życiorys
Był synem architekta, studiował w latach 1902–1904 na politechnice w Stuttgarcie u Theodora Fischera i w latach 1904–1905 na Akademii Sztuk Pięknych w Dreźnie, przez pewien czas jako współpracownik Paula Wallota. Po dłuższej podróży studyjnej po północnych Włoszech, pracował od 1906 do 1908 roku w biurze architektonicznym Schmohl und Staehlin, a w latach 1910–1914 w Eisenlohr und Pfennig w Stuttgarcie. Po zakończeniu I wojny światowej został asystentem Paula Bonatza na politechnice stuttgarckiej i prowadził też własne zajęcia do 1925. Jednocześnie współpracował z architektem Karlem Böhringerem i był kierownikiem działu budownictwa lądowego w firmie Neckar-AG.
W 1925 Abel został zatrudniony w Kolonii jako architekt miejski. Pozostał na tym stanowisku do 1930. Jako następca Theodora Fischera w 1930 został powołany na stanowisko profesora urbanistyki i budownictwa politechniki w Monachium.
W latach 1933–1945 był zmuszony ograniczyć się jedynie do studiów i zleceń prywatnych.
W latach 1946–1949 pracował przy odbudowie zniszczeń wojennych w Monachium i był członkiem zarządu odbudowy w Badenii-Wirtembergii.
Od 1949 wykładał na politechnice w Darmstadt.  W 1955 powrócił do Stuttgartu.

## Budowle (wybór)

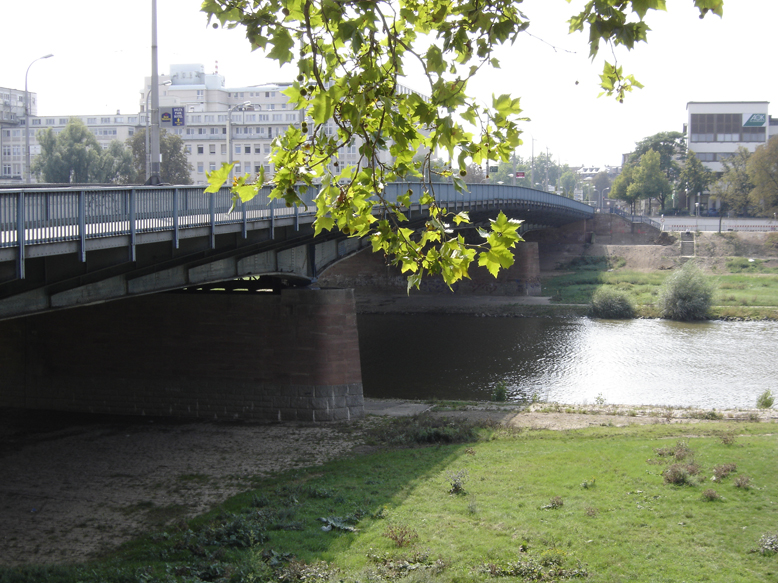
most Friedricha Eberta w Mannheim

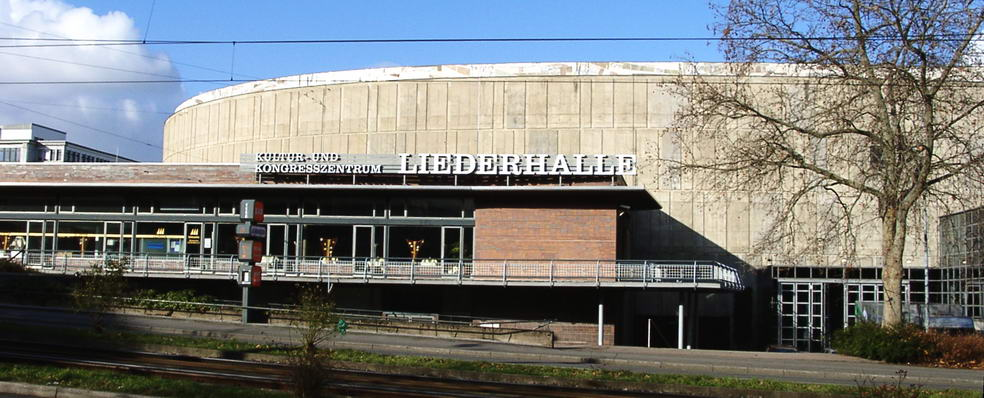
Liederhalle w Stuttgarcie

- 1921: budynek Industrie und Handelskammer Stuttgart (Izba Przemysłowo-Handlowa w Stuttgarcie, nazywana też giełdą – „Stuttgarter Börse”) (razem z Karlem Böhringerem)
- 1921–1925: stopnie wodne na rzece Neckar Neckarsulm, Kochendorf, Wieblingen
- 1923: grobowiec rodziny Volkmann w Schaprode na Rugii
- 1925–1926: most Friedricha Eberta na rzece Neckar w Mannheim
- 1927–1928: jednolita zabudowa terenów targowych w Kolonii
- 1927–1928: hala wystawowa „Staatenhaus“ jako rozszerzenie targowych „hal reńskich” w Kolonii
- 1927–1928: restauracja Rheinterrassen obok Rheinhallen przy terenach targowych w Kolonii
- 1928: cokół pomnika „Kirasiera” Kürassier-Denkmal w Köln-Deutz
- 1927–1929: wiezowiec przy dworcu w Koblencji
- 1927–1929: most Mülheimer Brücke w Kolonii
- 1928–1935: budynek Wydziału Humanistycznego Uniwersytetu w Kolonii
- 1954–1956: Centrum Kongresowe Liederhalle w Stuttgarcie (razem z Rolfem Gutbrodem)